# Brottsplats Manhattan
Brottsplats Manhattan (eng. Madigan) är en amerikansk långfilm från 1968 i regi av Don Siegel, med Richard Widmark, Henry Fonda, Inger Stevens och Harry Guardino i rollerna. Widmark spelade åter rollen som polisen Madigan i TV-serien Madigan (1972-1973).

## Handling
I New Yorks sjaskiga kvarter tar sig poliserna Dan Madigan (Richard Widmark) och Rocco Bonaro (Harry Guardino) in i en lägenhet och arresterar Barney Benesch (Steve Ihnat), en småbrottsling som ska tas in till förhör. Barneys nakna flickvän distraherar poliserna och Benesch lyckas fly med deras pistoler.
När det visar sig att Benesch var efterlyst för mord blir Madigan och Bonaro disciplinerade av polischefen Anthony X. Russell (Henry Fonda). Förutom denna historia har Russel andra problem; hans gifta älskarinna Tricia Bentley (Susan Clark)) har gjort slut och den svarta pastorn Dr. Taylor hävdar att han tonårsson blev utsatt för polisbrutalitet av en rasistisk polis. Det har också uppdagats att Russels långvariga vän och medarbetare, chefsinspektör Kane (James Whitmore) har tagit emot mutor för att skydda en bordell.
Russell ger Madigan och Bonaro en tidsgräns på 72 timmar att arrestera Benesch. Trots deadlinen hinner Madigan umgås med sin fru Julia (Inger Stevens). Julia är både socialt och sexuellt frustrerad på grund av hennes makes farliga och tidskrävande arbete, men det hon inte vet är att maken har en älskarinna.
Polischefen Russel konfronterar Kane om mutanklagelserna. Inspektören hävdar att han försökte hjälpa sin son ur en knipa och erbjuder sig att avgå.
Benesch skjuter två poliser med Madigans vapen, men Madigan och Bonaro får upp spåret och polisen omringar mördarens lägenhet och beordrar honom att ge upp. När han vägrar rusar de båda in och slår in dörren. I skottlossningen blir Madigan dödligt sårad innan Bonaro hinner döda Benesch.

## Rollista
| Richard Widmark | – Det. Daniel Madigan             |
| Henry Fonda     | – Commissioner Anthony X. Russell |
| Inger Stevens   | – Julia Madigan                   |
| Harry Guardino  | – Det. Rocco Bonaro               |
| James Whitmore  | – Chief Insp. Charles Kane        |
| Susan Clark     | – Tricia Bentley                  |
| Michael Dunn    | – Midget Castiglione              |
| Steve Ihnat     | – Barney Benesch                  |
| Don Stroud      | – Hughie                          |
| Sheree North    | – Jonesy                          |